# Smashwords
 Smashwords  (Smashwords, Inc.) – amerykańska firma z siedzibą w Los Gatos w Kalifornii. Jest platformą dystrybucji e-booków dla niezależnych autorów i wydawców. Twórcą serwisu jest Mark Coker. Smashwords udostępnia samoobsługową, bezpłatną usługę wydawniczą pozwalająca niezależnym autorom (self-publisherom) konwertować przesyłane pliki jednocześnie do kilku najbardziej popularnych formatów e-book m.in. EPUB, MOBI(AZW), PDF, LRF, PDB, TXT, HTML. Po konwersji e-booki są udostępniane w sprzedaży on-line w cenie ustalonej przez autora. Smashwords nie używa DRM. Według właściciela serwisu, ideą przyświecającą Smashwords było stworzenie "najlepszej na świecie platformy do publikowania i dystrybucji e-booków dla niezależnych autorów, wydawców, agentów literackich i sprzedawców detalicznych". 

## Historia
Coker rozpoczął pracę nad Smashwords w 2005 roku i oficjalnie uruchomił serwis w maju 2008. W ciągu pierwszych siedmiu miesięcy od uruchomienia, portal opublikował 140 książek 90 autorów. w 2009 roku katalog Smashwords liczył 6 tysięcy tytułów, rok później 28 tysięcy, w roku 2011 tytułów było 92 tysiące, a w 2012 opublikowanych tytułów było już ponad 191 tysięcy. W połowie czerwca 2019 roku w ofercie serwisu znalazło się ponad 515 tysięcy e-booków (w tym ponad 80 tysięcy darmowych).  
Serwis początkowo oferował autorom jedynie 30% prowizji od sprzedaży, obecnie prowizja wynosi do 70% ceny. W 2009 roku umożliwił sprzedaż opublikowanych tytułów u pierwszego zewnętrznego detalisty, którym była księgarnia Barnes & Noble. Platforma odnotowała zysk po raz pierwszy w 2010 roku. W 2014 roku Smashwords znalazł się na liście 500 najszybciej rozwijających się prywatnych firm w Stanach Zjednoczonych.

## Działanie
Smashwords umożliwia niezależnym autorom publikowanie swoich utworów w podobny sposób jak Kindle Direct Publishing z tą rozniecą, że sprzedaż jest realizowana nie tylko za pośrednictwem własnej księgarni internetowej, ale również nawet w 18 innych kanałach sprzedaży – m.in. księgarniach Apple, Barnes & Noble, Kobo, Scribd, Sony. Autor ma możliwość rezygnacji z każdego kanału dystrybucji. Autorzy mogą ustalać cenę (nie niższą od 99 centów) lub publikować edycje darmowe. Honorarium wynosi do 70,5% ceny netto e-booka.

## Autorzy
Firma poinformowała, że pod koniec 2015 roku liczba oferowanych tytułów wyniosła 388000 oraz że współpracuje z ponad 118 tysiącami autorów. Jednym z pierwszych polskich autorów wykorzystującym Smashwords był Aleksander Sowa. Trzecią opublikowaną przez serwis książką była wcześniej wielokrotnie odrzucana przez wydawnictwa powieść pt. "Boob Tube (a Soap Opera Novel)" autorstwa twórcy serwisu i jego żony Lesleyann Coker opublikowana 7 marca 2008 roku. 

## Kontrola jakości
Jednym z najczęściej pojawiającym się argumentem przeciw zjawisku samopublikowania jest brak kontroli jakości utworów wydawanych bez udziału wydawnictw. Twórca serwisu jest świadom tego, że część publikowanych w jego serwisie dzieł jest fatalnej jakości, mimo serwis nie ingeruje w ich treść zgodnie z przyświecającym od początku działalności Smashwords założeniem: dać autorom możliwość, aby dzieło mogły dotrzeć do odbiorcy, a odbiorcom możliwość weryfikacji jakości. Blokowane są jedynie treści nielegalne, zawierające plagiat lub też nawołujące do rasizmu, homofobii i przemocy.